# Hellema
Hellema (eigentlich Alexander Bernhard van Praag; * 18. März 1921 in Amsterdam; † 19. März 2005 in Bilthoven) war ein niederländischer Schriftsteller und Widerstandskämpfer.
Während des Zweiten Weltkriegs war er wegen seiner Widerstandsaktivitäten in insgesamt sechs Konzentrationslagern eingesperrt (unter anderem im KZ Buchenwald).
Erst nach seinem sechzigsten Geburtstag hatte er damit begonnen, literarisch tätig zu werden.

## Werke
- Langzame dans als verzoeningsrite (1982)
- Enige reizen dienden niet ter zake (1983)
- Joab (1984)
- Een andere tamboer (1985)
- Kimberley (1987)
- Twente, een plaatsbepaling in de tijd (1987)
- Bestekken (1989)
- De maan van de vorige avond (1992)
- Slotnotering uit Barnet (1996)
- Klèm (1998)
- De woede van de wind (2003)
- Niet van horen zeggen (2005)